# Stealers Wheel
Stealers Wheel est un groupe de rock britannique, de Paisley, en Écosse. Il est formé en 1972 par deux amis d'école, Joe Egan et Gerry Rafferty, et dissout en 1975.

## Biographie
À ses débuts en 1972, Stealers Wheel, groupe de folk rock écossais au son très « westcoast », est considéré comme une réponse britannique au supergroupe Crosby, Stills, Nash and Young. Il est notamment connu pour leur chanson Stuck in the Middle with You, sortie en 1972, écrite par Gerry Rafferty et Joe Egan, et produite par Jerry Leiber et Mike Stoller.  Elle est utilisée en 1992 dans la bande originale du film de Quentin Tarantino Reservoir Dogs, dans l'un des épisodes de la série télévisée  Malcolm, dans la saison 8, épisode 13 des Simpson, et comme chanson-thème de la série télévisée Grace et Frankie.[réf. nécessaire]

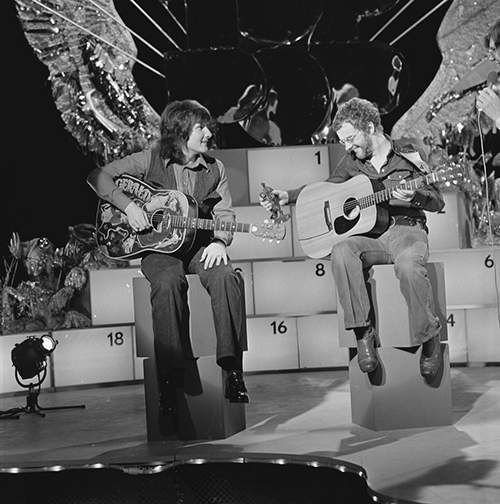
Stealers Wheel dans l'émission de télévision néerlandais TopPop en 1973.

La formation originale enregistre un premier album, Stealers Wheel (octobre 1972), qui est produit par les compositeurs et producteurs américains Leiber & Stoller, et est un succès commercial, atteignant la 50e place du Billboard 200 américain, porté par le single Stuck in the Middle with You. Le 7 novembre 1972, le groupe participe à l'émission The Old Grey Whistle Test de la BBC 2, jouant les chansons I Get By et Late Again,,.
Après la sortie du premier album, Rafferty quitte le groupe, et Luther Grosvenor est recruté pour les tournées. Tony Williams part aussi peu de temps après, et DeLisle Harper se joint à la basse en tournée.
En 1973, après une période de grande renommée, leur single Stuck in the Middle With You atteint la 6e place aux USA, et la 8e en Grande-Bretagne, avec un million d'exemplaires vendus, et est certifié disque d'or - les trois albums studio de Stealers Wheel restent longtemps indisponibles à la vente. Toutefois, en 2004 et 2005, le label indépendant britannique Lemon Recordings édite des versions remasterisées des albums. Plus tard en 1973, le single Everyone's Agreed That Everything Will Turn Out Fine atteint modestement les charts et, en 1974, le single Star atteint le top 30 britannique et américain,. Entretremps, toujours en 1973, Luther Grosvenor ex-Spooky Tooth, a remplacé Mick Ralphs dans Mott the Hoople qu'il quitta pour former le groupe Bad Company avec les ex-Free Paul Rodgers et Simon Kirke et l'ex-King Crimson Boz Burrell.
Leur deuxième album, Ferguslie Park, est publié en 1974 ; pour cet album, le duo s'entoure de neuf musiciens. Le titre fait référence à une aire de jeux de Paisley. Avec des tensions entre Egan et Rafferty, et avec Leiber & Stoller qui font face à des problèmes financiers, Stealers Wheel se séparent. À cette période, l'album Right or Wrong est publié en 1975, après la séparation du groupe.
En 1990, une compilation, intitulée Best of Stealers Wheel, est publiée. En 1992, le réalisateur Quentin Tarantino fait usage du morceau Stuck in the Middle with You pour la bande son de son film Reservoir Dogs. En septembre 2001, une version dance de Stuck in the Middle with You atteint l'UK Top 10.
Tony Williams, Rod Coombes, Paul Pilnick et Tony Mitchell reforment le groupe en 2008. Le 10 novembre 2008, ils commencent à filmer un clip pour la réédition de Stuck in the Middle. Ils commencent aussi à écrire de nouveaux morceaux, sans prévoir de tournée, avant de se séparer de nouveau.
Gerry Rafferty meurt le 4 janvier 2011 d'une insuffisance hépatocellulaire. Au début de 2016, le label indépendant Intervention Records réédite les albums Stealers Wheel et Ferguslie Park en format vinyle 180-gram. Les albums sont masterisés depuis les cassettes au studio CoHearent Audio de Los Angeles.

## Membres
- Joe Egan - chant, chœurs, guitare rythmique, claviers (1972–1975)
- Gerry Rafferty - chant, guitare rythmique (1972, 1973–1975 ; décédé en 2011)
- Paul Pilnick - guitare solo (1972–1973, 2008)
- Tony Williams - basse (1972–1973, 2008)
- Rod Coombes - batterie (1972–1973, 2008)
- Luther Grosvenor - chant, guitare rythmique (1973)
- DeLisle Harper - basse (1973)
- Tony Mitchell - chant, guitare rythmique (2008)

## Discographie
- 1972 : Stealers Wheel
- 1973 : Ferguslie Park
- 1975 : Right or Wrong
- 1990 : The Best of Stealers Wheel